# Stolzite
La stolzite è un minerale, un wolframato di piombo.
Il nome deriva da Joseph Alexis Stolz (1803-1896), mineralogista ceco.
Descritta per la prima volta da Wilhelm Karl von Haidinger (1795 - 1871), geologo e mineralogista austriaco, nel 1845.

## Abito cristallino
I cristalli sono sovente bipiramidali, più raramente in spesse tavolette.

## Origine e giacitura
L'origine è secondaria, si forma nelle zone di ossidazione dei giacimenti di piombo idrotermali ricchi di tungsteno.
La paragenesi è con quarzo e cassiterite, ma soprattutto con scheelite e wolframite, raspite, mimetite e piromorfite.

## Forma in cui si presenta in natura
In cristalli, più raramente in granuli e in incrostazioni

## Caratteri fisico-chimici
Isomorfo con la scheelite e dimorfo con la raspite. Ha luminescenza bianco-verdastra. È solubile negli acidi, principalmente in acido cloridrico e KOH. Va pulito esclusivamente con acqua distillata. È fragile. La fluorescenza è da rosso brillante a rosso-arancio sotto gli ultravioletti LW e giallo-limone sotto gli ultravioletti SW.

## Località di ritrovamento
A Cìnovec, nella Repubblica Ceca; a Bleiberg, nella Carinzia, in Austria; cristalli consistenti si trovano nella miniera di Sainte-Lucie, a Saint-Léger de Peyre, in Francia; esemplari molto sottili fino a 2,5 cm provengono da Broken Hill, nel Nuovo Galles del Sud, in Australia; a Diko Ajuba, in Nigeria; nelle Huachuca Mountains e nelle Little Dragon Mountains, in Arizona; nel distretto di Little Cottonwood Canyon, nello Utah.
In Italia è presente nel granito, nella località Bena de Padru, nel comune di Ozieri, in provincia di Sassari e a Domodossola, in Piemonte